# Jakob Friedrich Ehrhart
Jakob Friedrich Ehrhart (Holderbank, 4 november 1742 – Hannover, 26 juni 1795) was een Duits botanicus en mycoloog.
Ehrhart was een leerling van Carl Linnaeus aan de Universiteit van Uppsala en werd later directeur van de botanische tuin van Hannover. In de periode 1780 tot 1793 schreef hij verscheidene belangrijke werken over plantkunde.
- Author citation (botany): Ehrh.
- Gemeinsame Normdatei: 116408111
- International Standard Name Identifier: 0000 0000 6157 456X
- Library of Congress Control Number: nr00025603
- Nationale Bibliotheek van Tsjechië: mzk2009511390
- Nederlandse Thesaurus van Auteursnamen: 069944644
- Réseau des bibliothèques de Suisse occidentale: 02-A012896225
- LIBRIS: 347227
- Système universitaire de documentation: 102364494
- Museum of New Zealand Te Papa Tongarewa: 50307
- Virtual International Authority File: 3221377
- WorldCat: E39PBJx8B9H6rVBKXYDKbwbDbd